# سقوط رودس

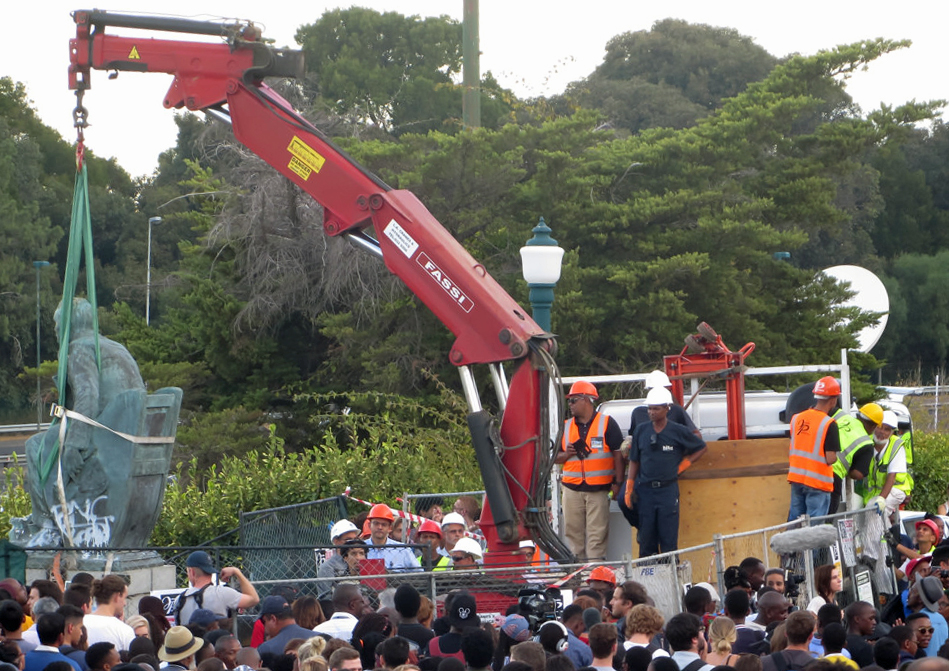

رودس يجب أن يسقط، كانت حركة احتجاج بدأت في 9 من مارس 2015، موجهة أصلًا ضد تمثال في جامعة كيب تاون UCT الذي يحيي ذكرى سيسيل رودس. حظيت الحملة من أجل إزالة التمثال باهتمام عالمي،  وأدت إلى حركة أوسع نطاقًا «لإنهاء استعمار» التعليم في جميع أنحاء جنوب أفريقيا. في 9 أبريل 2015، بعد تصويت مجلسUCT في الليلة السابقة، أُزيل التمثال.
احتلت «رودس يجب أن يسقط» عناوين الصحف الوطنية طوال عام 2015، وانقسم الرأي العام بشدة في جنوب أفريقيا. وألهمت ظهور حركات طلابية متحالفة في جامعات أخرى، سواء داخل جنوب أفريقيا أو في أماكن أخرى من العالم.

## معلومات أساسية
تمثال برونزي لسيسيل رودس جالسًا، نحتته ماريون والجيت (نيي ماسون)، زوجة المهندس المعماري تشارلز وولجيت، التي عملت مع جيه إم سولومون في تصميم وتشييد المباني الجديدة في جامعة كيب تاون UCT، وكشف النقاب عنه في عام 1934. كانت الدعوات لإزالة التمثال تتزايد ببطء لعقود عدة، فقد طالب الطلاب الأفريكانيون أولًا بإزالة التمثال في الخمسينيات من القرن الماضي. إذ أراد الطلاب الأفريكانيون إزالة التمثال لأن رودس كان إمبرياليًا بريطانيًا أراد مواصلة الحكم البريطاني في جنوب إفريقيا، وعدّ أن عدد السكان الأمريكانيين أقل من البريطانيين.

## الأيديولوجية والأهداف
تعد حركة رودس يجب أن يسقط بأنها «حركة جماعية من الطلاب والموظفين الذين يحشدون من أجل العمل المباشر ضد واقع العنصرية المؤسسية في جامعة كيب تاون».  رغم أنها في البداية تركزت على إزالة تمثال سيسيل جون رودس، فإن رودس يجب أن يسقط تنص على أن سقوط رودس هو رمزي لسقوط لا مفر منه لتفوق البيض وامتيازهم في الحرم الجامعي لدينا.
كانت الحركة في البداية حول إزالة تمثال سيسيل رودس، وهو الرمز الذي شعر المتظاهرون أنه قمعي، ونمت لتشمل العنصرية المؤسسية، عدم وجود تحول عنصري في الجامعة، والحصول على التعليم العالي وسكن الطلاب.
استخدم الطلاب الاحتلال والعصيان المدني والعنف خلال الاحتجاجات.  وشملت الإجراءات رمي البراز البشري على تمثال رودس، واحتلال مكاتب UCT، وحرق الفن والمركبات والمباني. وقد استفاد الطلاب من استخدام الإنترنت، إذ أنشأ الطلاب المحتجون صفحة على فيسبوك بعنوان «رودس يجب أن يسقط»، وروجوا واستخدموا هاشتاج RhodesMustFall# على توتير.

### القيادة
وقع أول عمل للحركة في 9 من مارس 2015، عندما «التقط تسوماني ماكسويل أحد دلاء البراز التي قبعت تفوح منها رائحة على الرصيف وألقي بمحتوياته» إلى تمثال برونزي للمستعمرات البريطانية سيسيل جون رودس في القرن التاسع عشر، كما ذكرت صحيفة الجارديان. وفي وقت لاحق، أطلقت صحيفة التايمز على تسوماني لقب «الناشط في إلقاء البراز»، الذي دبر حملة RhodesMustFall# في جامعة UCT. وسمي نتوكوزو كوابي بوصفه «أحد قادة حركة رودس يجب أن تسقط في جامعة أكسفورد في المملكة المتحدة» من قبل BusinessTech وصحيفة ديلي ميرور.  وأطلقت مجلة جون أفريك الباريسية اسم يوسف روبنسون، أحد قادة الحركة في بريطانيا. كما عيِّن أثبيلي نونكسوبا قائدًا للحركة في UCT من قبل سيتي برس. أجرت الإذاعة الوطنية العامة مقابلة مع كغسوتي تشيكان وسمته «أحد قادة حركة رودس يجب أن تسقط».

## الاحتجاجات

### احتجاجات 2015: التمثال، إنهاء الاستعمار
حدث الاحتجاج الأول، والعمل الذي بدأ حملة رودس يجب أن تسقط في 9 مارس 2015، عندما ألقى تشوماني ماكسويل البراز البشري على التمثال، و لعبة توي، مع ما يقرب من اثني عشر متظاهرًا في ساحة التمثال. واتهم ماكسويل بالاعتداء بعد تورطه في مشادة جسدية مع ضابط أمن في أثناء الاحتجاج. وورد أن ضابط أمن من الاتحاد منع مصورًا من التقاط صور للاحتجاج. وأعلنت اللجنة أنها تحقق في الحادث.